# Hôtel des ducs de Touraine
L'hôtel des ducs de Touraine (ou hôtel de la Croix-Blanche) est un hôtel particulier situé à Tours dans le Vieux-Tours, 15 place de Châteauneuf. Les façades sur cour de ce bâtiment font l’objet d’une inscription au titre des monuments historiques depuis le 10 janvier 1928.

## Historique
L'hôtel est cédé par Charles IV aux chanoines de Saint-Martin en 1323.
Il servit à une époque de palais aux ducs de Touraine. Il est ainsi reconstruit au début du XVe siècle par Jean de France, duc de Touraine.  Il sert de centre d'administration du duché et notamment de cour de justice. À partir de 1501, il devient le siège du bailli de Touraine.
En 1683, il est vendu à la collégiale Saint-Martin qui en conserve la possession jusqu'à la Révolution.
Dans la première moitié du XXe siècle, l'hôtel devient l'hôtellerie de la Croix Blanche.
Il est constitué de deux bâtiments dont les derniers remaniements remontent au XVIIe siècle ont des pignons donnant sur une cour. Entre ces deux pignons une tour octogonale, datée de l'époque gothique abrite un escalier